# コンプレッサー (マジシャン)
コンプレッサー（1974年 - ）は、富山県を中心に活動をしているマジシャン並びに司会者である。本名は高畑 義光（たかはた  よしみつ）。血液型はO型。

## 経緯
- 1974年富山県高岡市中田地区に生まれる。富山県立高岡工芸高等学校卒業。現在は同市の福岡地域に在住。
- 地元の大和デパートに就職して、宣伝企画部に配属され、数多くのイベント企画を手がける中でプロマジシャンと出会う。
- 2000年デパートの同僚とコンビを組んで、インディーズお笑い芸人として舞台に立ちはじめる。このときのコンビ名が「コンプレッサー」。
- 2003年マジシャン「コンプレッサー」として活動開始。
- 2009年デパートを退社し、プロマジシャンとして活動開始。

## 主なマジック
- おしゃべりしながら観客を巻き込んでいく独特のスタイル。
- 本人はロープマジックが好きらしい。

## エピソード
- トランプ1組で30分間、1,000人の観客を笑わせ続けたらしい。[要出典]

## 出演番組
- BBTスペシャル　エドはるみ、磯山さやか、石川梨華などご案内MCとして出演（富山テレビ）
- ラブぽけ コンプレッサーのマジック講座（北日本放送）
- コンプレッサーが行く!（となみ衛星通信テレビ）
- ふるさと探訪（となみ衛星通信テレビ）
- コンプレッサー見聞録!（となみ衛星通信テレビ）
- コンプレッサーのマジックツアー（エフエムとなみ、FMわっち）
- 橋本せいな・コンプレッサーのぷぷぷラジオ（FMとやま）
- マジシャン・コンプレッサーのしゃべっちゃお！（FMとやま、YouTube配信）
- 虎平太・コンプレッサーのラジオ（stand.fm）
- その他、高岡ケーブルネットワークの番組にも不定期で出演している。